# Гриссини
Грисси́ни (итал. grissini) — традиционные итальянские хлебные палочки, обычно размером чуть больше карандаша. Длинные тонкие и хрустящие гриссини из теста на сливочном или подсолнечном масле, а иногда на яйцах и даже солоде появились на свет в XIV веке в окрестностях Турина и получили распространение по всей Италии. Их можно увидеть на столах практически во всех ресторанах и пиццериях.
По одной из легенд гриссини появились в XIV веке в рамках диеты для страдавшего ожирением итальянского принца, которому лекарь прописал частое дробное питание малыми порциями. Другая легенда повествует о хлебном дефиците в том же XIV веке в Пьемонте, когда хлеб продавали не на вес, а штучно. Ситуация усугублялась, и со временем большая буханка гриссия превратилась в маленький худенький батончик гриссин.
В США в итальянских ресторанах гриссини могут предложить в качестве закуски. В некоторых регионах они могут быть размером с карандаш или чуть больше. В качестве закуски гриссини в США сервируют с прошутто или покрывают маслом, чесноком и сыром, а в качестве десерта — с корицей, сахаром и глазурью.
В Испании аналогичным хлебным продуктом являются андалусские пикос и валенсианские роскильетас. Хлебные палочки, глазированные шоколадом, считаются традиционным национальным лакомством в Таиланде.